# Chlorion maxillosum
Chlorion maxillosum là một loài côn trùng cánh màng trong họ Sphecidae, thuộc chi Chlorion. Loài này được Poiret miêu tả khoa học đầu tiên năm 1787.